# Nikotinový sáček

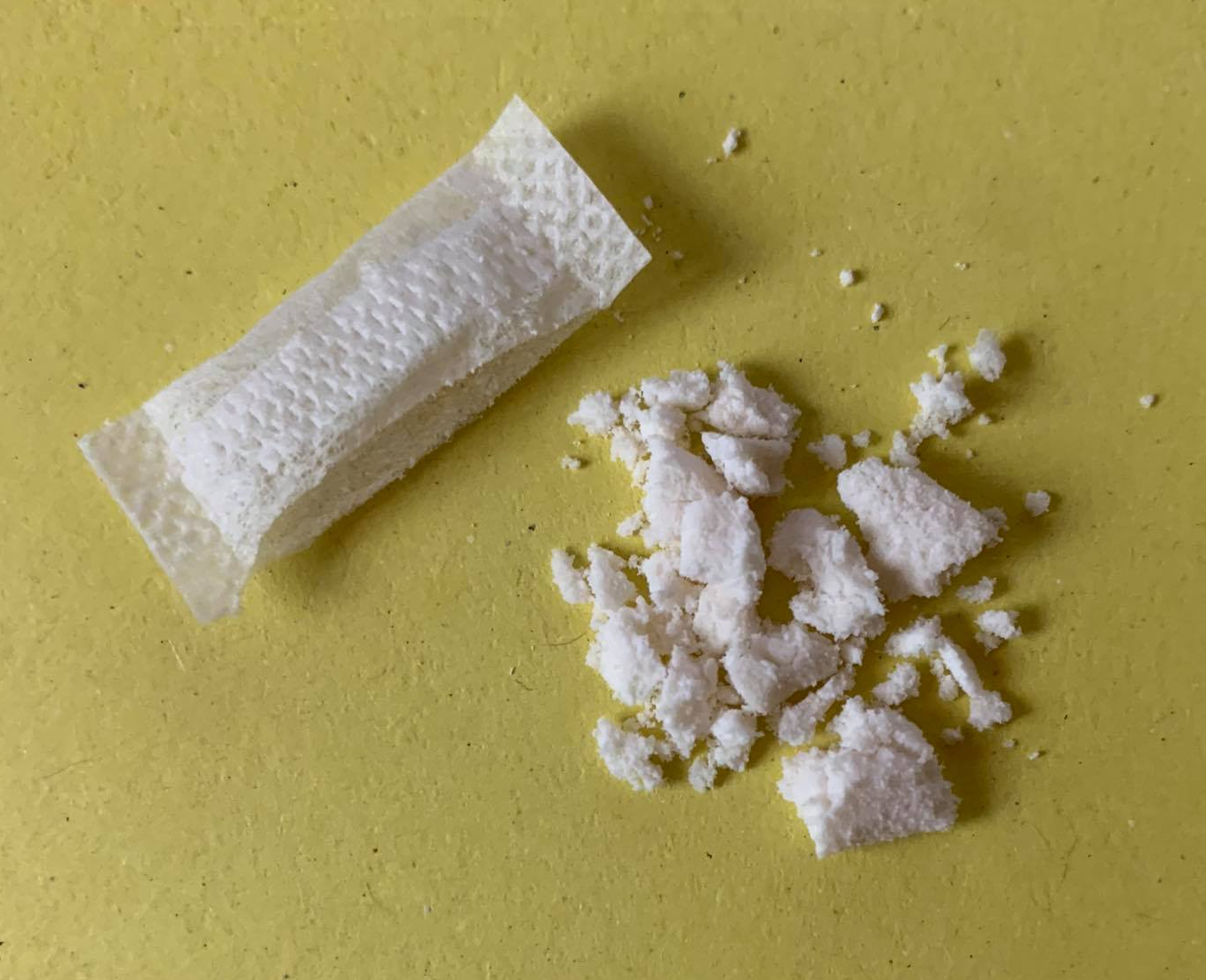
Nikotinový sáček

Nikotinové sáčky, někdy také nikotinové polštářky, případně lidově pytle jsou výrobky bez tabáku obsahující nikotin, který se do těla dostává perorálně skrze sliznici, a to zpravidla umístěním sáčku pod horní či dolní ret. Kromě nikotinu také obsahují vodu, vlákna celulózy, aroma, zvýrazňovače chuti, xylitol, zahušťovadla, umělá sladidla, salmiak, regulátory kyselosti, škrob a další konzervační látky. 
Jedná se o alternativu kouření, která je poměrně populární v Dánsku, Rusku a Švédsku anebo České republice. 
Mimo Evropu jejich oblibu lze zpozorovat ve Spojených státech, kde se od 30. května do 11. července 2020 prodalo přes 11 miliónů nikotinových sáčků a jejich spotřeba vzrostla o 498 %.

## Obsah nikotinu a jeho absorpce
Obsah nikotinu v sáčku se liší v závislosti na výrobci a samotných variantách výrobku, ve kterých je nabízen. Například průměrná hladina nikotinu v sáčku značky Velo (dříve Lyft) se pohybuje kolem 2–7 mg, přičemž průměrná cigareta dosahuje hodnot 6,17–12,65 mg. 
Studie norského institutu veřejného zdraví z roku 2017 zjistila, že nikotinové sáčky poskytují vyváženější[ujasnit] příjem nikotinu, čímž se stávají oblíbené v komunitě lidí, kteří se pokouší s kouřením přestat.
Výzkum švédských vědců, který srovnával nikotinové sáčky bez tabáku a zahřívaný tabák, ukázal, že hromadění nikotinu v krvi absorpcí ústní sliznicí je pomalejší, zatímco u kouření tělo absorbuje nikotin výrazně rychleji. Podle uzbeckého neurologa Elbeka Miršavkatoviče vycházejícího z ruských výzkumů uživatelé sáčků extrahují pouze 30 až 37 % z celkového množství nikotinu přítomného v těchto výrobcích, a ve výsledku absorbují ještě méně; pouze 10 až 20 % nikotinu. Taktéž uvádí, podobně jako švédský výzkum, že plíce nikotin z tabákového kouře vstřebávají velmi rychle a efektivně, zatímco ústní sliznice je pro něj přirozeným inhibitorem. Z toho důvodu osoba užívající sáček s obsahem např. 10 mg nikotinu ho ve skutečnosti přijme až 5× méně, než kdyby vdechovala tabákový kouř z cigaret.

## Zdravotní rizika

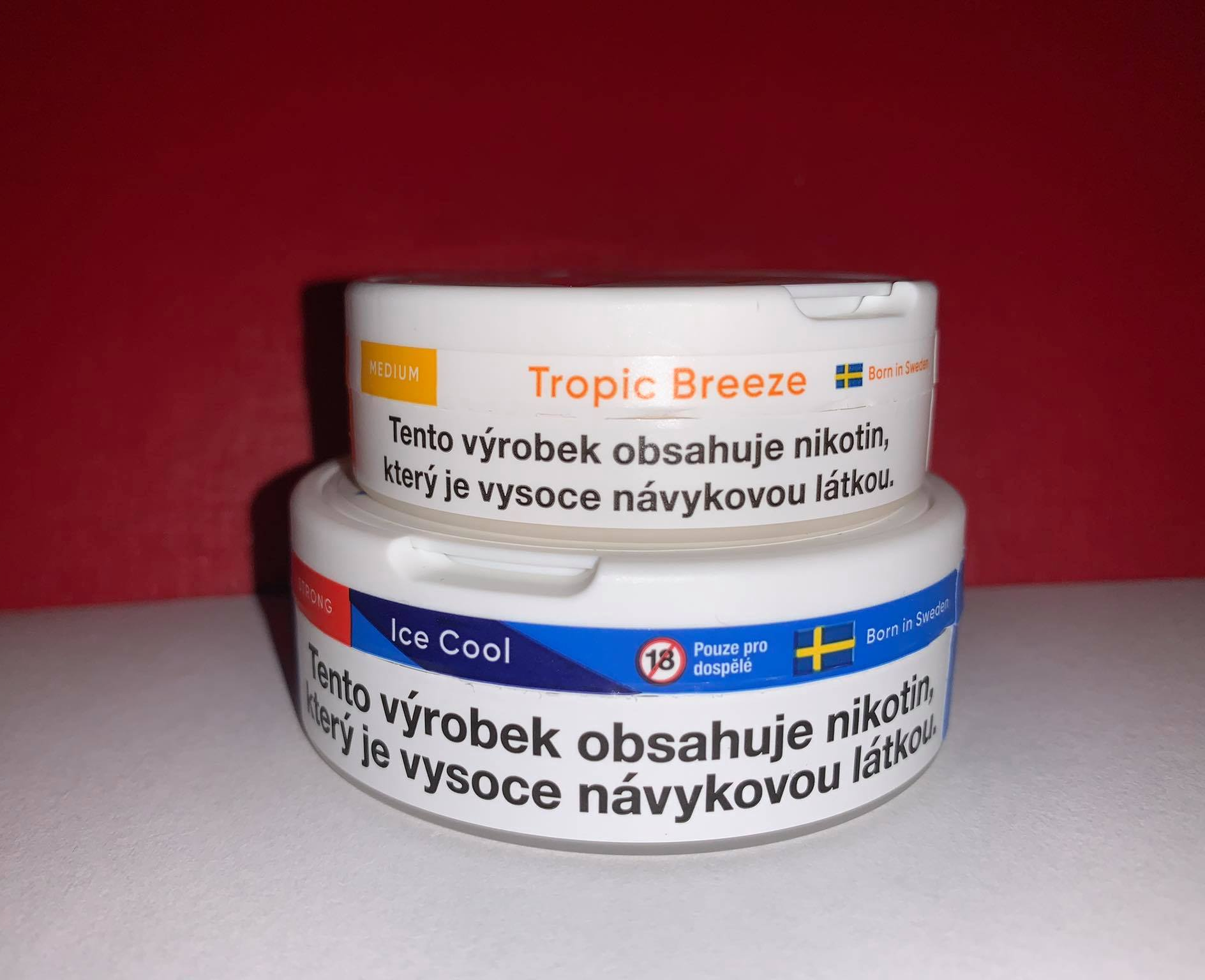
Užívání nikotinových sáčků může vést ke vzniku závislosti

Nikotin vyskytující se v sáčcích může stejně jako u jiných nikotinových produktů vyvolávat nežádoucí účinky, například:
- tachykardie
- únava
- pocení
- žízeň
- závrať
- nevolnost
- poškození trávicích traktů při dlouhodobém užívání a občasném polknutí

Vojenský psycholog Michal Kříž upozornil, že na nikotinových sáčcích může vzniknout závislost s tím, že nikotinové sáčky se mohou později stát „přestoupnou stanicí“ k jiným drogám, například marihuaně. Dále zmínil, že největší riziko vzniku závislosti je u dětí a dospívajících. Podle jeho zkušeností mladiství kolem věku 16 let sáčky běžně konzumují s tvrdým alkoholem. 
V roce 2023 došlo ke změně zákona o ochraně zdraví před škodlivými účinky návykových látek, která prodej nikotinových sáčků nezletilým zakázala. 
Pravidelným užíváním sáčků se zvyšuje riziko leukoplakie, která se projevuje výskytem bílých či světle šedých skvrn v ústní dutině. Někteří uživatelé také mohou trpět zápachem z úst, zubními kazy anebo poničením tkáně dásní, což v konečném důsledku může vést až ke ztrátě části chrupu.
Výzkum odborníků ze společnosti British American Tabacco (BAT, jeden z producentů sáčků) ukázal, že nikotinové sáčky vykazují v určitých testech nižší toxicitu než klasické cigarety. Dále odborníci analyzovali toxikologický dopad nikotinových sáčků značky Velo oproti cigaretám a žvýkacímu tabáku, přičemž zjistili, že v řadě testů jsou sáčky méně biologicky aktivní, a to i v případě vyšších hodnot nikotinu, ve kterých jsou nabízeny.
Ve srovnání s tabákovými výrobky, jako jsou cigarety nebo žvýkací tabák, nikotinové sáčky žádný tabák neobsahují, tudíž v nich nejsou přítomny zdraví ohrožující látky, které se běžně v tabáku vyskytují, nicméně nikotin bývá také terčem různých debat o škodlivých účincích.

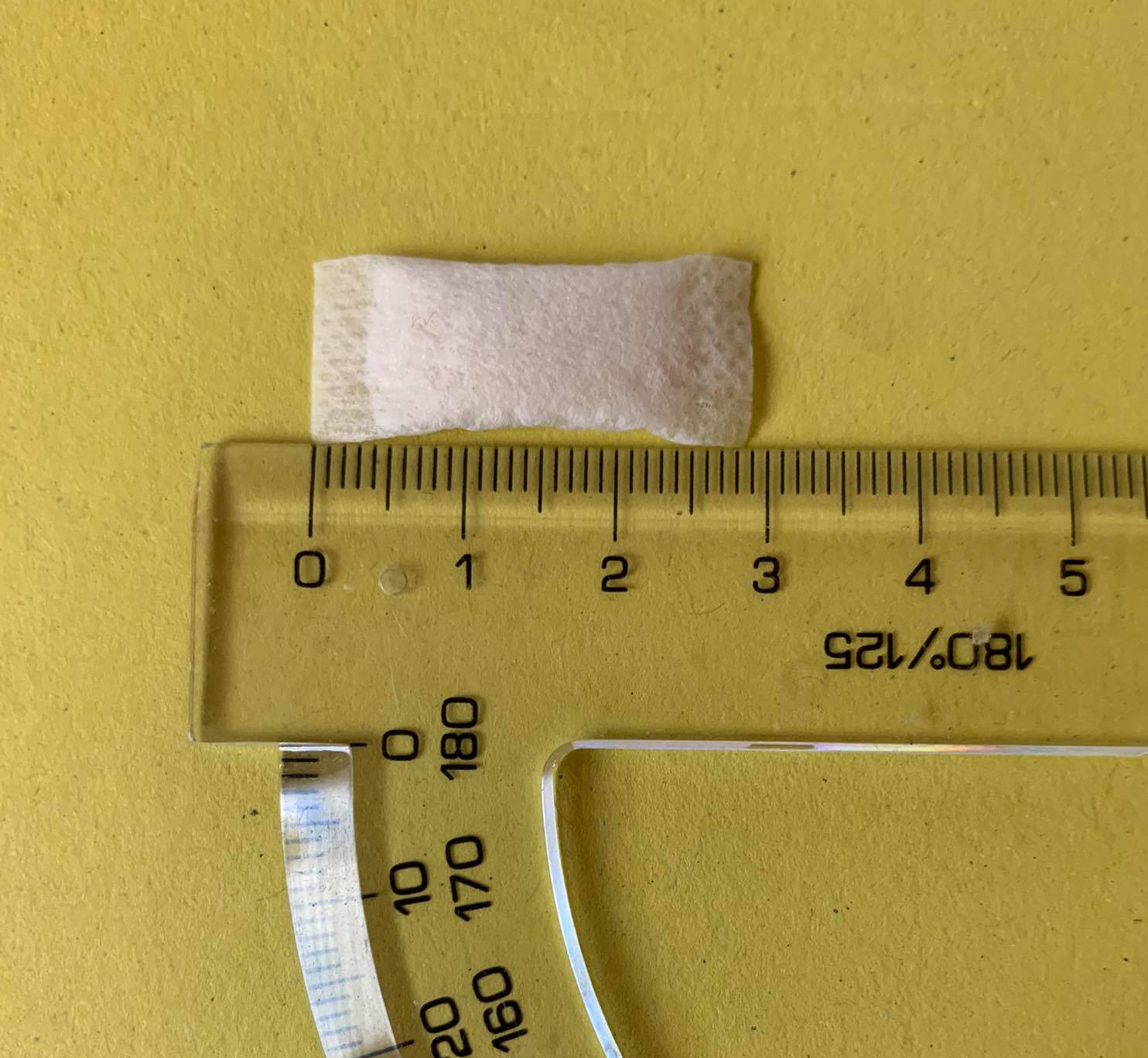
Velikost nikotinového sáčku v centimetrech

### Otrava
Nikotinový sáček na českém trhu průměrně obsahuje 4 až 7 mg nikotinu, nicméně jsou dostupné i varianty s mnohonásobně vyšším obsahem, jenž mohou dosahovat až 150 mg. Pro srovnání — nejsilnější nikotinové dražé určené dospělým pacientům pro odvykání kouření obsahuje oproti tomu pouze 4 mg nikotinu. Před otravou, která hrozí neuváženým dávkováním varuje adiktolog Adam Kulhánek říkající, že při vyšší koncentraci nikotinu v sáčku a žvýkání jich vícero současně najednou hrozí předávkování; to pak může vést ke stavům bezvědomí, či dokonce smrti. Jako letální dávka se tradičně považovala hranice 30 až 60 mg čistého nikotinu. Pokud jsou v České republice dostupné sáčky o síle 50 mg, stačil by tak teoreticky k fatálním následkům i jeden kus.
Novější výzkumy toxicity nikotinu ovšem ukazují na mnohem vyšší dávku zejména při perorálním podání, kdy u dospělého člověka bylo za potenciálně fatální dávku stanoveno 500 mg nikotinu. K opětovnému výzkumu toxicity nikotinu vedly zejména klinické zkušenosti, kdy po rozšíření nových forem nikotinu jako jsou sáčky nebo e-cigaretové liquidy došlo k otravám vysokými dávkami, které ovšem skončily bez následků.

### Terapie
V letech 2014 až 2018 byly nikotinové sáčky dostupné v norských lékárnách pod obchodním názvem „Epok“ jako prostředek pro náhradní nikotinovou terapii v rámci odvykání kouření.

## Nikotinové sáčky v Česku
Zákaz prodeje mentolových cigaret 20. května 2020 v Evropské unii zapříčinil přechod některých českých kuřáků k alternativám. Další přechod kuřáků k nikotinovým sáčkům způsobila i pandemie covidu-19, potažmo nařízená karanténa a skutečnost, že nikotinové sáčky oproti cigaretám nezatěžují respirační systém.
Podle průzkumu zpravodajského portálu Seznam Zprávy nikotinové sáčky v Česku užívá 3,5 % kuřáků.
Dne 15. února 2023 senátoři schválili zákaz prodeje nikotinových sáčků dětem a mladistvým (novela zákona č. 65/2017 Sb.). 
O týden později novelu podepsal prezident Miloš Zeman. Novela se stala účinnou 23. března 2023.
Od 1. července 2023 vstoupila v platnost vyhláška Ministerstva zdravotnictví, která stanovuje požadavky na složení, vzhled, jakost a vlastnosti nikotinových sáčků bez obsahu tabáku. Tato vyhláška mimo jiné omezuje obsah nikotinu v jednom sáčku na maximálně 12 miligramů. Pro výrobky nesplňující tyto požadavky bylo stanoveno přechodné období pro doprodej do 1. července 2024. 
Pro prodej nikotinových sáčků platí stejná omezení jako pro tabákové výrobky nebo elektronické cigarety a legálně dostupné budou od 18 let. Není je tak možné prodávat ve zdravotnických zařízeních nebo školách. Za porušení pravidel budou fyzické osoby moci dostat pokutu až 150.000 korun, firmy až jeden milion korun.